# .am

Vlag van Armenië

.am is het achtervoegsel van domeinnamen in Armenië. .am-domeinnamen worden uitgegeven door ISOC-AM, dat verantwoordelijk is voor het topleveldomein 'am'.